# 789
Il 789 (DCCLXXXIX in numeri romani) è un anno  dell'VIII secolo.

## Eventi

### Europa
- Carlo Magno attraversa l'Elba con un'armata franco-sassone nel territorio degli obodriti. Sottomette i veleti e arriva al Baltico.
- Pipino, re d'Italia, fa conquiste nell'Istria e nell'Adriatico, ignorando le proteste bizantine. Istituisce una marca e invia missionari.
- Carlomagno pubblica l'Admonitio generalis, con cui inaugura un vasto programma di riforma del sistema educativo ed ecclesiastico del regno dei franchi.
- Carlomagno fonda la città di Herford, per tenere una postazione di difesa in caso in cui i popoli germanici decidessero di dragare il fiume Werra.
- Prima incursione dei vichingi in Inghilterra registrata dalla cronaca anglo-sassone. I vichingi saccheggiano Portland, nel Dorset. Il Reeve di Dorchester (un amministratore di alto livello della città) rimane ucciso durante un'ambasceria per dare il benvenuto a quelli che credeva essere mercanti scandinavi.

### Mondo islamico
- Muore Al-Khayzuran, vedova del califfo Abasside al-Mahdi. Il potere effettivo sul califfato passa a Hārūn al-Rashīd
- Idris I arriva a Volubilis e fonda la dinastia Idriside, che si staccherà dal califfato abasside e creerà il primo stato marocchino.

## Nati
- Ziryab, musicista persiano († 857)

## Morti
- 8 novembre - Villeado di Brema, vescovo britannico
- Al-Fadl ibn Salih, generale arabo (n. 740)
- Billung II, re obodrita
- Khayzuran, yemenita

## Calendario
| Calendario 789 | Calendario 789 | Calendario 789 | Calendario 789 | Calendario 789 | Calendario 789 | Calendario 789 | Calendario 789 | Calendario 789 | Calendario 789 | Calendario 789 | Calendario 789 | Calendario 789 | Calendario 789 | Calendario 789 | Calendario 789 | Calendario 789 | Calendario 789 | Calendario 789 | Calendario 789 | Calendario 789 | Calendario 789 | Calendario 789 | Calendario 789 | Calendario 789 | Calendario 789 | Calendario 789 | Calendario 789 | Calendario 789 | Calendario 789 | Calendario 789 | Calendario 789 | Calendario 789 |
| -------------- | -------------- | -------------- | -------------- | -------------- | -------------- | -------------- | -------------- | -------------- | -------------- | -------------- | -------------- | -------------- | -------------- | -------------- | -------------- | -------------- | -------------- | -------------- | -------------- | -------------- | -------------- | -------------- | -------------- | -------------- | -------------- | -------------- | -------------- | -------------- | -------------- | -------------- | -------------- | -------------- |
|                | 1              | 2              | 3              | 4              | 5              | 6              | 7              | 8              | 9              | 10             | 11             | 12             | 13             | 14             | 15             | 16             | 17             | 18             | 19             | 20             | 21             | 22             | 23             | 24             | 25             | 26             | 27             | 28             | 29             | 30             | 31             |                |
| Gennaio        | Gi             | Ve             | Sa             | Do             | Lu             | Ma             | Me             | Gi             | Ve             | Sa             | Do             | Lu             | Ma             | Me             | Gi             | Ve             | Sa             | Do             | Lu             | Ma             | Me             | Gi             | Ve             | Sa             | Do             | Lu             | Ma             | Me             | Gi             | Ve             | Sa             |                |
| Febbraio       | Do             | Lu             | Ma             | Me             | Gi             | Ve             | Sa             | Do             | Lu             | Ma             | Me             | Gi             | Ve             | Sa             | Do             | Lu             | Ma             | Me             | Gi             | Ve             | Sa             | Do             | Lu             | Ma             | Me             | Gi             | Ve             | Sa             |                |                |                |                |
| Marzo          | Do             | Lu             | Ma             | Me             | Gi             | Ve             | Sa             | Do             | Lu             | Ma             | Me             | Gi             | Ve             | Sa             | Do             | Lu             | Ma             | Me             | Gi             | Ve             | Sa             | Do             | Lu             | Ma             | Me             | Gi             | Ve             | Sa             | Do             | Lu             | Ma             |                |
| Aprile         | Me             | Gi             | Ve             | Sa             | Do             | Lu             | Ma             | Me             | Gi             | Ve             | Sa             | Do             | Lu             | Ma             | Me             | Gi             | Ve             | Sa             | Do             | Lu             | Ma             | Me             | Gi             | Ve             | Sa             | Do             | Lu             | Ma             | Me             | Gi             |                |                |
| Maggio         | Ve             | Sa             | Do             | Lu             | Ma             | Me             | Gi             | Ve             | Sa             | Do             | Lu             | Ma             | Me             | Gi             | Ve             | Sa             | Do             | Lu             | Ma             | Me             | Gi             | Ve             | Sa             | Do             | Lu             | Ma             | Me             | Gi             | Ve             | Sa             | Do             |                |
| Giugno         | Lu             | Ma             | Me             | Gi             | Ve             | Sa             | Do             | Lu             | Ma             | Me             | Gi             | Ve             | Sa             | Do             | Lu             | Ma             | Me             | Gi             | Ve             | Sa             | Do             | Lu             | Ma             | Me             | Gi             | Ve             | Sa             | Do             | Lu             | Ma             |                |                |
| Luglio         | Me             | Gi             | Ve             | Sa             | Do             | Lu             | Ma             | Me             | Gi             | Ve             | Sa             | Do             | Lu             | Ma             | Me             | Gi             | Ve             | Sa             | Do             | Lu             | Ma             | Me             | Gi             | Ve             | Sa             | Do             | Lu             | Ma             | Me             | Gi             | Ve             |                |
| Agosto         | Sa             | Do             | Lu             | Ma             | Me             | Gi             | Ve             | Sa             | Do             | Lu             | Ma             | Me             | Gi             | Ve             | Sa             | Do             | Lu             | Ma             | Me             | Gi             | Ve             | Sa             | Do             | Lu             | Ma             | Me             | Gi             | Ve             | Sa             | Do             | Lu             |                |
| Settembre      | Ma             | Me             | Gi             | Ve             | Sa             | Do             | Lu             | Ma             | Me             | Gi             | Ve             | Sa             | Do             | Lu             | Ma             | Me             | Gi             | Ve             | Sa             | Do             | Lu             | Ma             | Me             | Gi             | Ve             | Sa             | Do             | Lu             | Ma             | Me             |                |                |
| Ottobre        | Gi             | Ve             | Sa             | Do             | Lu             | Ma             | Me             | Gi             | Ve             | Sa             | Do             | Lu             | Ma             | Me             | Gi             | Ve             | Sa             | Do             | Lu             | Ma             | Me             | Gi             | Ve             | Sa             | Do             | Lu             | Ma             | Me             | Gi             | Ve             | Sa             |                |
| Novembre       | Do             | Lu             | Ma             | Me             | Gi             | Ve             | Sa             | Do             | Lu             | Ma             | Me             | Gi             | Ve             | Sa             | Do             | Lu             | Ma             | Me             | Gi             | Ve             | Sa             | Do             | Lu             | Ma             | Me             | Gi             | Ve             | Sa             | Do             | Lu             |                |                |
| Dicembre       | Ma             | Me             | Gi             | Ve             | Sa             | Do             | Lu             | Ma             | Me             | Gi             | Ve             | Sa             | Do             | Lu             | Ma             | Me             | Gi             | Ve             | Sa             | Do             | Lu             | Ma             | Me             | Gi             | Ve             | Sa             | Do             | Lu             | Ma             | Me             | Gi             |                |